# Abdij van Zwijveke
De oorsprong van de abdij van Zwijveke of het klooster der cisterciënzerzusters van Dendermonde gaat terug tot het in 1214 opgerichte, maar nu verdwenen, Sint-Gillishospitaal in Dendermonde. In 1223 groeit dit hospitaal uit tot een cisterciënzerinnenabdij op initiatief van Mathilde I, vrouwe van Dendermonde.

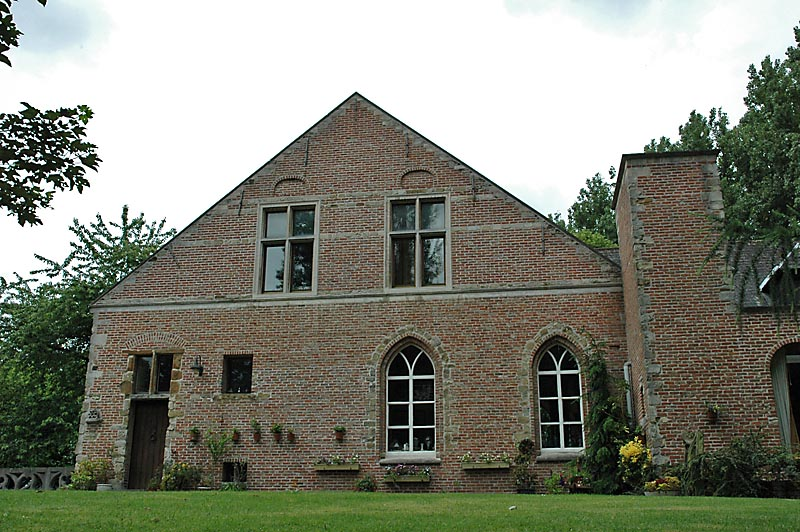
Restant van de oude Zwijveke-abdij verbouwd tot woonhuis.

## De oude Zwijveke-abdij buiten de muren
In 1228 betrekt de kloostergemeenschap een nieuw gebouw buiten de stadsomwalling op de Zwijvekekouter aan de Dender. Op een hoger gedeelte in de bocht van de Dender richtten de cisterciënzerinnen in 1241, met toestemming van Robrecht VII van Béthune, heer van Dendermonde, ook een houten windmolen op om koren te malen, die bekend stond als de Zwijvickmolen (ook 'Zwyvickmolen' of recenter 'Zwijvekemolen'). De molen werd in 1911-1912 definitief afgebroken. De abdij zelf zal zowel in 1380, 1579 als 1604 ten prooi vallen van vernielingen om uiteindelijk in 1667 definitief te worden vernield op bevel van de toenmalige Spaanse gouverneur van Dendermonde om te verhinderen dat de abdij als uitvalsbasis zou kunnen dienen voor de troepen van Lodewijk XIV die op dat moment de stad belegerde. Puin en funderingen worden hergebruikt voor elders en het weinige wat overeind blijft van de abdij zal gebruikt worden als boerderij, en uiteindelijk omgebouwd worden van 1966 tot circa 1976 tot een woonhuis voor de familie van kunstenaar Harold Van de Perre.

## De nieuwe Zwijveke-abdij binnen de muren
Na 1667 wordt de kloostergemeenschap verplicht om een nieuw klooster te bouwen binnen de muren en koopt daarvoor een stuk bouwgrond achter de kerk van Sint-Gillis, dicht bij hun eerste locatie. Met de bouw wordt in 1671 gestart. In 1798 echter wordt onder Frans bewind de nieuwe abdij in beslag genomen en openbaar verkocht. De nieuwe eigenaar begint dat jaar onmiddellijk met de gedeeltelijke afbraak van het klooster. In 1957 wordt wat overblijft als monument geklasseerd om uiteindelijk door het stadsbestuur in 1969 te worden aangekocht. Van 1979 tot 1981 laat de stad Dendermonde belangrijke renovatiewerken uitvoeren en krijgen de gebouwen een culturele bestemming. Onder de arduinen zuilen en bogen van de gaanderij rust een museumverzameling graf- en gedenkstenen uit de 16e tot 19e eeuw. Op de gelijkvloerse verdieping is een museumbibliotheek geopend, en in de zaal boven de gaanderij bevindt zich het Zwijvekemuseum en het museumsecretariaat.

## Abdissen van de abdij van Zwijveke
- Abdis Claire Everaerts, 28ste abdis van Zwijveke, van 1540 tot 1575.
- Abdis Johanna Moye, 29ste abdis van Zwijveke, van 1575 tot 1584.
- Abdis Maria Hoogaerts, 30ste abdis van Zwijveke, van 1585 tot 1588.
- Abdis Anna van Steelant, 31ste abdis van Zwijveke, van 1588 tot 1629.
- Abdis Margareta Cordier, 32ste abdis van Zwijveke, van 1629 tot 1652.
- Abdis Johanna van der Borcht, 33ste abdis van Zwijveke, van 1652 tot 1667.
- Abdis Maria van Boesdonck, 34ste abdis van Zwijveke, van 1667 tot 1680.
- Abdis Livina Petronella Mendez Correa, 35ste abdis van Zwijveke, van 1680 tot 1719.
- Abdis Eleonara Thenissens, 36ste abdis van Zwijveke, van 1719 tot 1730.
- Abdis Edmunda d'Huarte, 37ste abdis van Zwijveke, van 1730 tot 1737.
- Abdis Edmunda Jacobs, 38ste abdis van Zwijveke, van 1754 tot 1789.